# Massimo Oddo
Massimo Oddo (Città Sant'Angelo, 14 juni 1976) is een Italiaans voetbalcoach en voormalig voetballer, die doorgaans speelde als verdediger.

## Clubcarrière
Oddo speelde in het seizoen 2008-2009 op huurbasis bij Bayern München, en tijdens het seizoen 2011/12 op huurbasis bij US Lecce. Voordien speelde hij onder andere voor SS Lazio, Hellas Verona, Napoli en AC Monza.

## Clubstatistieken
| Seizoen | Club                    | Competitie | Duels | Goals |
| ------- | ----------------------- | ---------- | ----- | ----- |
| 1995/96 | → US Fiorenzuola        | Serie C    | 19    | 0     |
| 1996/97 | → AC Monza Brianza 1912 | Serie C    | 4     | 0     |
| 1996/97 | → AC Prato              | Serie C    | 16    | 0     |
| 1997/98 | → Calcio Lecco 1912     | Serie C    | 20    | 1     |
| 1998/99 | → AC Monza Brianza 1912 | Serie B    | 30    | 4     |
| 1999/00 | SSC Napoli              | Serie B    | 36    | 1     |
| 2000/01 | Hellas Verona           | Serie A    | 32    | 4     |
| 2001/02 | Hellas Verona           | Serie A    | 32    | 5     |
| 2002/03 | SS Lazio                | Serie A    | 19    | 0     |
| 2003/04 | SS Lazio                | Serie A    | 31    | 1     |
| 2004/05 | SS Lazio                | Serie A    | 35    | 4     |
| 2005/06 | SS Lazio                | Serie A    | 35    | 7     |
| 2006/07 | SS Lazio                | Serie A    | 15    | 5     |
| 2006/07 | AC Milan                | Serie A    | 10    | 1     |
| 2007/08 | AC Milan                | Serie A    | 25    | 1     |
| 2008/09 | → Bayern München        | Bundesliga | 18    | 0     |
| 2009/10 | AC Milan                | Serie A    | 14    | 0     |
| 2010/11 | AC Milan                | Serie A    | 11    | 0     |
| 2011/12 | AC Milan                | Serie A    | 0     | 0     |
| Totaal  | Totaal                  | Totaal     | 402   | 34    |

## Interlandcarrière
Oddo speelde zijn eerste interland op 21 augustus 2002, tegen Slovenië. Hij maakt deel uit van de selectie op het WK voetbal 2006, dat gewonnen werd.

## Trainerscarrière
Na zijn afscheid als speler werd Oddo in augustus 2013 jeugdtrainer bij Genoa CFC. In juli 2014 werd hij trainer van de Primavera (U19) van Pescara Calcio. Een jaar later werd hij gepromoveerd tot hoofdtrainer van Pescara, waarmee hij na één seizoen promotie naar de Serie A behaalde. De club gaf hem in februari 2017 zijn ontslag. De Italiaanse club stond op dat moment op de laatste plaats en wist in het seizoen 2016/17 pas één keer te winnen. Hij werd opgevolgd door oudgediende Zdeněk Zeman. Op 21 november 2017 werd Oddo aangesteld als hoofdcoach van Udinese, waar hij de ontslagen Luigi Delneri opvolgde.

## Erelijst[2]
Lazio Roma
- Coppa Italia

2003/04
 AC Milan
- UEFA Champions League

2006/07
- UEFA Super Cup

2007
- Wereldkampioen clubteams

2007
- Kampioen Serie A

2010/11